# 1453–1821: The Coming of Liberation
1453–1821: The Coming of Liberation (tiếng Hy Lạp: 1453–1821: Η Ώρα της Απελευθέρωσης) là một tựa game thuộc thể loại chiến lược thời gian thực do nhà phát triển game S.D.S. Game Studios của Hy Lạp phát triển và được hãng Centric Multimedia phát hành. Được phát hành vào năm 2008 cho Microsoft Windows, đây là tựa game chiến lược thời gian thực đầu tiên của Hy Lạp nhận được bản phát hành bán lẻ thực tế.
Trò chơi lấy bối cảnh cuộc chiến tranh giành độc lập Hy Lạp do phe cách mạng Hy Lạp vùng lên chống lại Đế quốc Ottoman từ năm 1821 đến năm 1830. Người chơi nắm quyền chỉ huy quân đội Hy Lạp tiến hành giải phóng 20 lãnh thổ do Ottoman chiếm giữ ở Peloponnese và miền Trung Hy Lạp. Quá trình phát triển The Coming of Liberation bắt đầu vào tháng 8 năm 2006 và được hoàn thành vào tháng 5 năm 2008 bởi một nhóm bốn người.  Sau khi phát hành vào năm 2008, trò chơi trở thành tựa game bán chạy nhất trong vài tháng ở cả Hy Lạp và đảo Síp khi chào bán được hơn 7.000 bản ở các quốc gia đó.

## Lối chơi
1453–1821: The Coming of Liberation kết hợp các yếu tố của cả lối chơi chiến lược theo lượt và chiến lược thời gian thực, cho phép người chơi nắm quyền kiểm soát quân đội Hy Lạp và quyết định cách bố trí lực lượng theo kiểu cách chiến lược trước khi điều đi giao chiến với quân đối phương. Việc dàn quân được tiếp nổi qua một giai đoạn chiến đấu theo thời gian thực, giúp người chơi điều động các đơn vị quân dưới quyền chỉ huy của mình với hy vọng loại bỏ quân thù.
Bản đồ trong game được chia thành 20 vùng lãnh thổ, tương ứng với các quận huyện ở Peloponnese và miền Trung Hy Lạp. Mỗi khu vực có những đặc điểm riêng, chẳng hạn như dân số, lính canh, những người có sẵn trang bị quân sự và mức độ buôn bán. Mục tiêu của trò chơi này là phải giải phóng tất cả các vùng lãnh thổ theo thời gian quy định. Vì game bám sát các sự kiện lịch sử, mỗi vòng diễn ra trong các thời điểm được chỉ định trước trong khoảng thời gian từ năm 1821 đến năm 1830. Điều này có nghĩa là diễn tiến thời gian có thể thay đổi từ một ngày đến vài năm giữa các vòng, tùy thuộc vào diễn biến lịch sử của thời điểm đó.

## Phát triển
Quá trình phát triển The Coming of Liberation bắt đầu vào tháng 8 năm 2006 khi anh em họ tên là Anargyros Prosilis và Anargyros Chatzitofis, cả hai đều là sinh viên năm nhất đại học vào thời điểm đó, đứng ra thành lập S.D.S. Game Studios và bắt đầu làm nên tựa game chiến lược của riêng họ, vì cả hai đều là những người hâm mộ cuồng nhiệt của thể loại này. Sau một năm làm việc, họ quyết định ra mắt tựa game này cho bạn bè và người quen, thu thập phản hồi, bình luận và nhận xét. Khi công việc tiến triển dần, phạm vi của dự án ngày càng lớn và cả hai người quyết định sẽ phát hành game về mặt thương mại hóa. Tiếp theo là sự mở rộng thành viên trong nhóm sáng tạo với Georgios Papas là nhà soạn nhạc cho trò chơi, và nhà văn Panagotis Papathanasiou góp phần tạo nên cốt truyện của trò chơi.
Sắp sửa hoàn thành vào cuối tháng 2 năm 2008, S.D.S. đạt được thỏa thuận với hãng Centric Multimedia nhằm giải quyết việc phát hành và phân phối tựa game The Coming of Liberation. Trò chơi nhận được bản phát hành bán lẻ chính thức vào ngày 9 tháng 5 năm 2008.

## Doanh thu
Sau khi phát hành, The Coming of Liberation đã trở thành tựa game bán chạy nhất ở cả thị trường Hy Lạp và Síp, với số lượng bán ra lớn hơn đáng kể so với các tựa game nước ngoài trong vài tháng. Người ta ước tính rằng hơn 7.000 bản của trò chơi đều được bán hết, chủ yếu ở Hy Lạp và Síp, cũng như một số lượng nhỏ được bày bán ra nước ngoài, chủ yếu là dành cho cộng đồng nói tiếng Hy Lạp và người Hy Lạp chính gốc.